# Annick Höhn
Annick Höhn (* 1979 in den Seattle, USA) ist eine deutsche Autorin und Ärztin aus München.

## Leben
Annick Höhn wuchs in Würzburg auf. Sie studierte Medizin und erlangte die Approbation als Ärztin. 
Neben der ärztlichen Arbeit verfasste sie im Bereich Medizin als Mitautorin ein Fachbuch und gab weitere Fachpublikationen als Mitherausgeberin heraus.

## Werke
- Andreas Hofbauer (Autor), Ellen Heimberg und Annick Höhn (Hrsg.): Spickzettel Chirurgie. Elsevier, Urban & Fischer, München 2005, ISBN 3-437-41667-7.
- Holger Künzig und Peter Lemberger (Autoren), Ellen Heimberg und Annick Höhn (Hrsg.): Spickzettel Anästhesie. Elsevier, Urban & Fischer, München 2006, ISBN 3-437-41663-4.
- Ania Muntau, Katja Heusler, Ellen Heimberg, Annick Höhn (Hrsg.): Spickzettel Pädiatrie. Elsevier, Urban & Fischer, München 2006, ISBN 3-437-41665-0.
- Jürgen Geißendörfer, Annick Höhn: Basics medizinische Psychologie und Soziologie. Elsevier, Urban & Fischer, München 2007, ISBN 978-3-437-42276-8.
- Annick Höhn: Vergleich der Tumormarker S-100B und MIA bei Patienten mit Malignem Melanom in der Tumornachsorge in Abhängigkeit von der Tumorlast. Dissertation an der Technischen Universität München, 2010.[1]